# Robert C. Davis (historien)
Pour les articles homonymes, voir Robert C. Davis.
Robert Charles Davis (né en 1948) est un historien américain.
Davis a obtenu son doctorat de l'Université Johns Hopkins à Baltimore, Maryland, en 1989. Il enseigne à l'Université d'État de l'Ohio et a fait diverses études sur l'histoire sociale de l'Italie moderne.
Entre autres choses, il étudie la traite des esclaves dans le monde islamique, y compris la traite des esclaves dans la région méditerranéenne , en le comparant avec l’esclavage transatlantique,.

## Ouvrages
- Review of Shipbuilders of the Venetian Arsenal: Workers and Workplace in the Preindustrial City, Johns Hopkins University Press, 1991[6]
- Esclaves chrétiens, maîtres musulmans. L'esclavage des blanches en Méditerranée, en Barbarie et en Italie, 1500-1800. Palgrave MacMillan, Houndmills 2004,  (ISBN 978-1-403-94551-8) [7],[8].
- Venise, le labyrinthe touristique : une critique culturelle de la ville la plus touristique du monde. 2004[9]
- Guerre sainte et servitude humaine: contes d'esclavage chrétien-musulman dans la Méditerranée du début de la modernité (série Praeger sur le début du monde moderne). 2009